# Silver Lake (Los Angeles)
Pour les articles homonymes, voir Silver Lake.
Silver Lake est un quartier de Los Angeles, en Californie.

## Présentation
Il est encerclé par les quartiers d'Atwater Village, Elysian Valley, Westlake, Echo Park, East Hollywood et Los Feliz. 
En 2008, la population du quartier s'élevait à 32 890 habitants.